# Beijing Huanying Ni
Beijing Huanying ni (cinese tradizionale: 北京歡迎你; cinese semplificato: 北京欢迎你; pinyin: Běijīng huānyíng nǐ; inglese: Beijing welcomes you; italiano: Pechino ti dà il benvenuto) è la canzone ufficiale utilizzata come tema per le Olimpiadi di Pechino 2008, pubblicata per la prima volta il 30 aprile dello stesso anno, per la cerimonia del conto alla rovescia per i 100 giorni dall'inizio dei giochi, tenutasi a Pechino. La canzone è cantata da decine di artisti provenienti da Cina continentale, Hong Kong, Taiwan, Giappone e Corea del Sud. Il testo della canzone è stato scritto dal compositore di Hong Kong Albert Leung, mentre le musiche sono state composte dal cinese Ke Zhao Lei, conosciuto anche come Xiao Ke.
I cinque caratteri del titolo cinese della canzone (Bei Jing Huan Ying Ni) sono stati usati per creare i nomi dei Fuwa, le mascotte simbolo dei Giochi Olimpici di Pechino: il pesce Bei-Bei, il panda gigante Jing-jing, la fiamma olimpica Huan-Huan, la gazzella Ying-Ying e la rondine Ni-Ni.
La canzone dura più di sei minuti, e sin dalla sua pubblicazione è stata estremamente popolare tra il pubblico cinese e non.

## Artisti partecipanti
(in ordine di apparizione)
- Chen Tianjia
- Liu Huan
- Na Ying
- Stefanie Sun
- Sun Yue
- Leehom Wang
- Han Hong
- Wakin Chau
- GiGi Leung
- Yu Quan
- Jackie Chan
- Richie Ren
- Jolin Tsai
- Sun Nan
- Zhou Bichang
- Wei Wei
- Huang Xiaoming
- Han Geng dei Super Junior
- Wang Feng
- Karen Mok
- Tan Jing
- Eason Chan
- Yan Weiwen
- Dai Yuqiang
- Wang Xia
- Qifeng
- Liao Changyong
- Li Sheng Song
- Lin Yilun
- Jang Nara (l'unica cantante non cinese, è coreana)
- JJ Lin
- A-do
- Joey Yung
- Li Yuchun
- Huang Dawei
- Chen Kun
- Nicholas Tse
- Dao Lang
- Vivian Hsu
- Tang Can
- Lin Chi-ling
- Zhang Zilin
- Jane Zhang
- Valen Hsu
- Sky Wu
- Yang Kun
- Christine Fan
- You Hongming
- Zhou Xiao'ou
- Sha Baoliang
- Jin Haixin
- Peter Ho
- F.I.R.
- Pang Long
- Li Yugang
- Kenji Wu
- 5566
- Anson Hu
- Yumiko Cheng
- Ji Minkai
- Tu Honggang
- Tong Wu
- Guo Rong
- Liu Genghong
- Tengger
- Jin Sha
- Su Xing
- Wei Jia
- Fu Lishan
- Huang Zheng
- Jaycee Chan

## Luoghi rappresentati
Il video musicale della canzone presenta i cantanti sopra citati in diversi siti e luoghi tra i più rinomati di Pechino, oltre ai siti e agli stadi dell'Olympic Green; in ordine di apparizione, compaiono:
- Porte di Zhengyangmen
- Stadio nazionale di Pechino (Nido d'uccello) - Liu Huan
- Porte di Deshengmen - Na Ying
- Parco Beihai - Stefanie Sun
- Tempio Pudu - Sun Yue
- China Millennium Monument - Leehom Wang
- Università di Pechino - Han Hong
- Tempio Imperiale degli Antenati (Taimiao) - Wakin Chau
- Collegio imperiale (Guozijian) - GiGi Leung
- Sezioni della Grande muraglia cinese - Jackie Chan
- Liulichang - Richie Ren
- Parco olimpionico di rafting/canoa Shunyi - Jolin Tsai
- Gran Teatro Nazionale - Sun Nan
- Beijing National Aquatics Center (Water Cube) - Zhou Bichang
- Varie residenze storiche di Pechino - Han Geng, Li Yuchun, David Huang, Chen Kun ed altri artisti
- Antico osservatorio di Pechino - Wang Feng
- Parco Zhongshan - Karen Mok
- Tempio della Terra - Eason Chan
- Wukesong Baseball Field - Yan Weiwen
- Tempio di Confucio - Dai Yuqiang
- Shichahai - Artisti vari
- Museo capitale - Liao Changyong
- Torre del tamburo e torre campanaria - Jang Nara
- Casa dell'Opera di Pechino Huguang Guild Hall - JJ Lin e A-do
- Città proibita - Joey Yung, Nicholas Tse, Yumiko Cheng
- Beijing World Trade Center - Vivian Hsu
- Meridian Gate - Lin Chiling
- Central TV Tower - Peter Ho
- Residenza di Lao She - Jaycee Chan
- Tempio del cielo (nessun artista)
- Metropolitana di Pechino, Linea 13 (nessun artista)
- Aeroporto internazionale di Pechino, Terminal 2 e Terminal 3 (nessun artista)
- Mercato del Fiore di Loto, Houhai (nessun artista)
- Piazza Tian'anmen (nessun artista)
- Nine Dragon Screen (nessun artista)

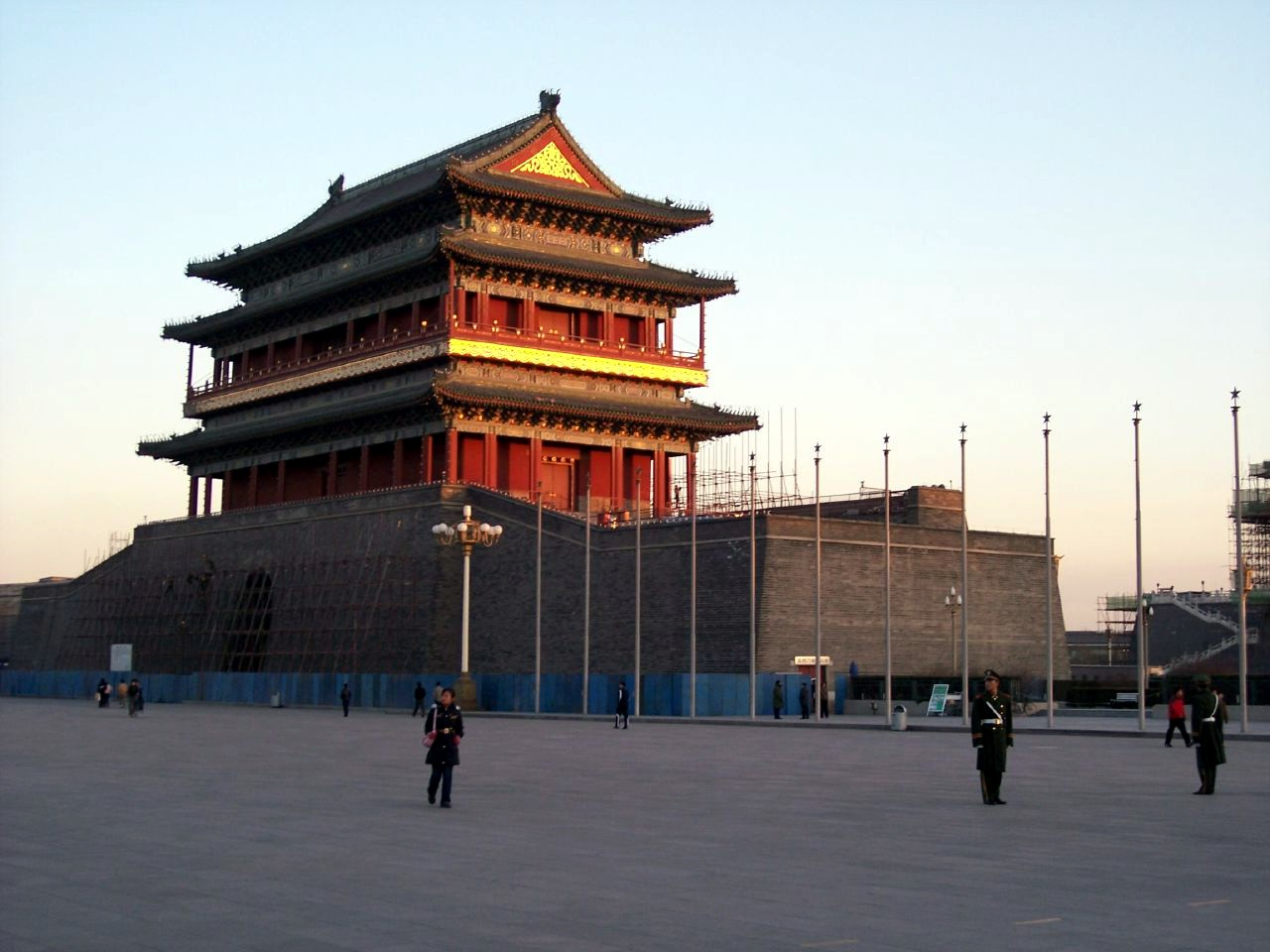
Porte di Zhengyangmen
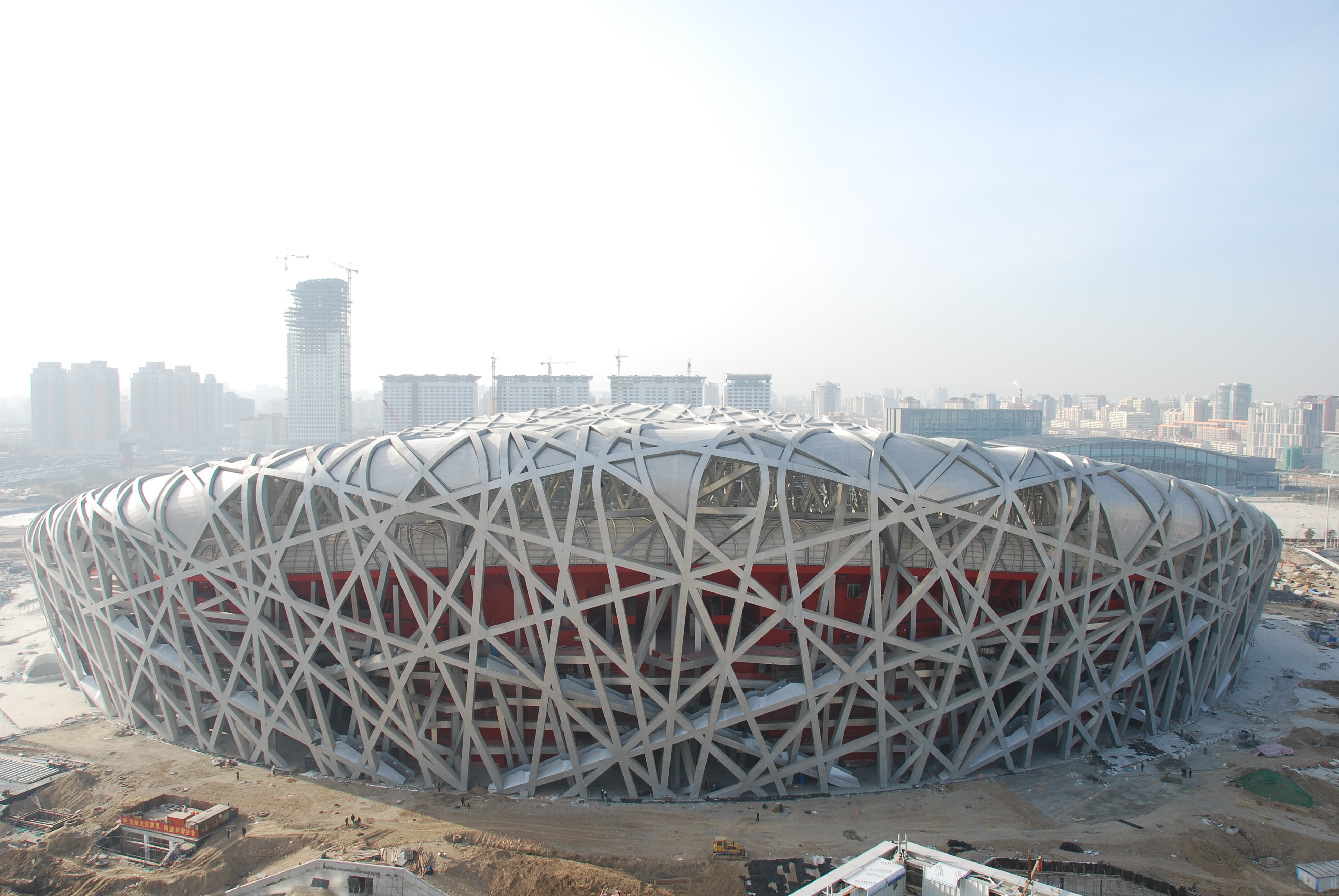
Stadio nazionale di Pechino
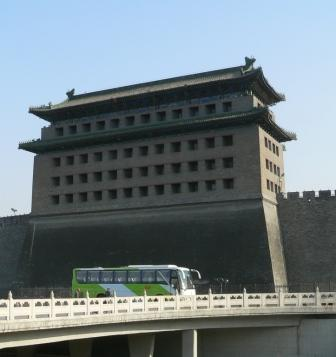
Porte di Dashengmen
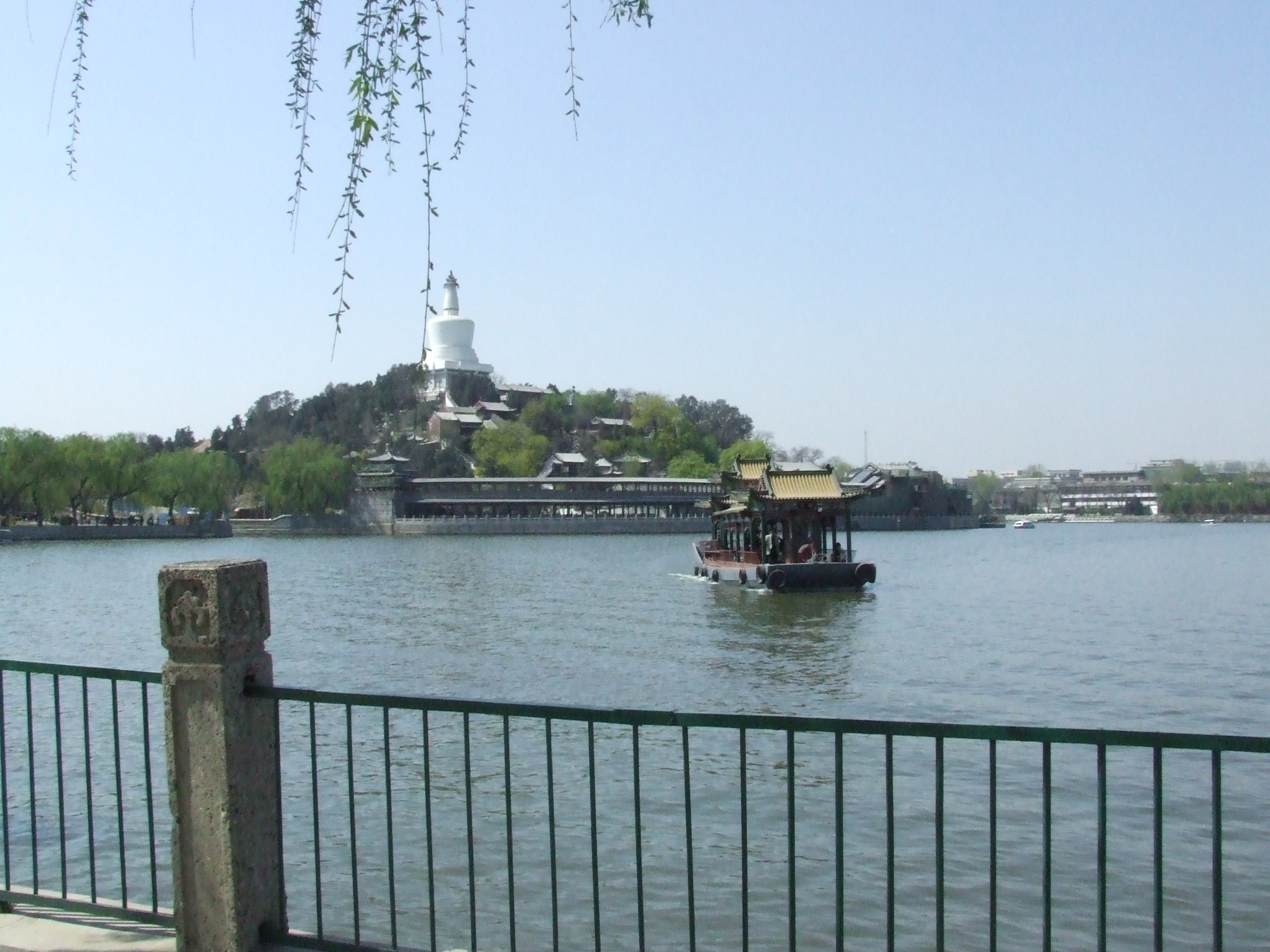
Parco Beihai
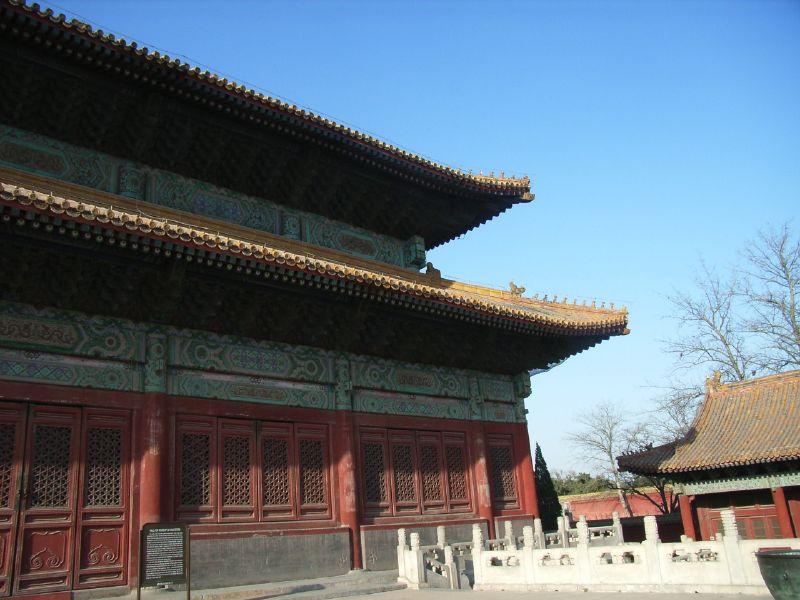
Tempio imperiale degli antenati
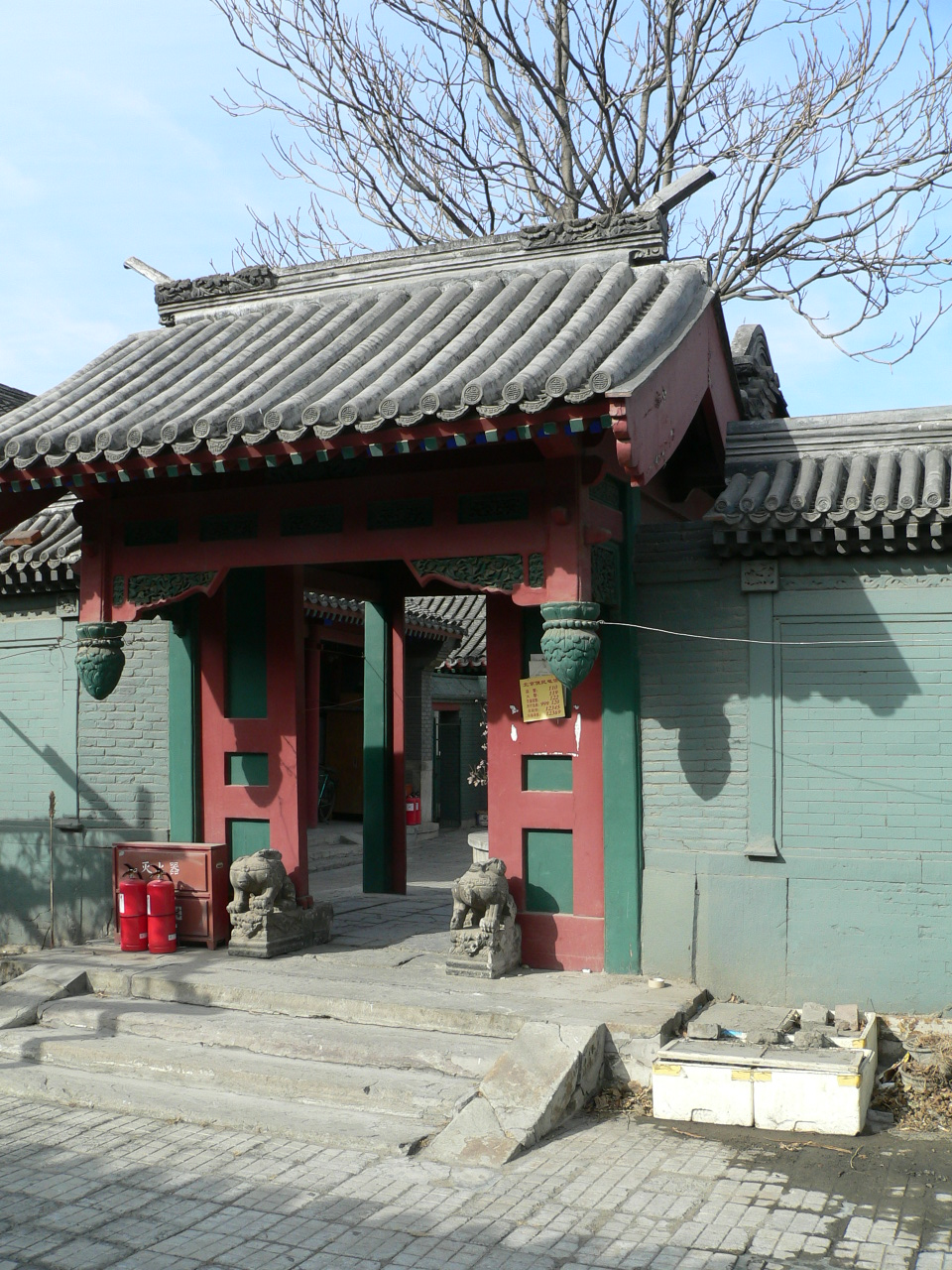
Residenze storiche di Pechino
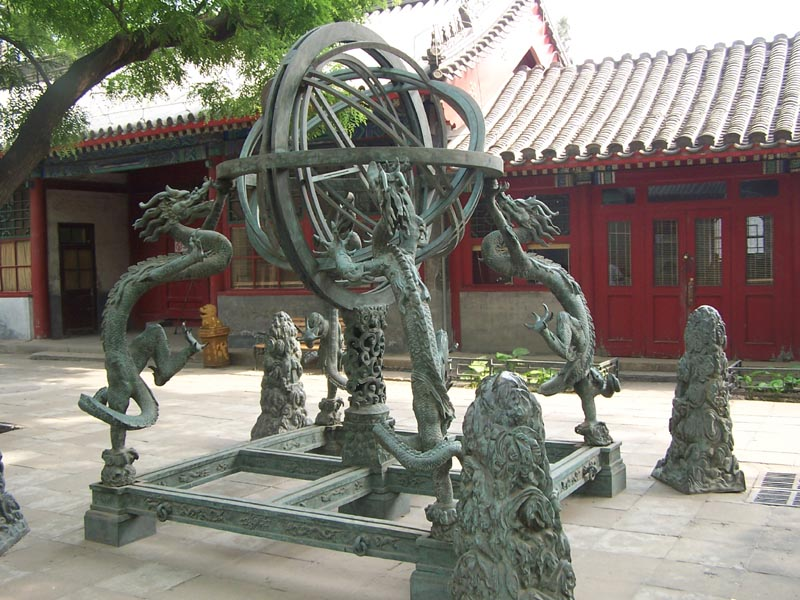
Antico osservatorio di Pechino
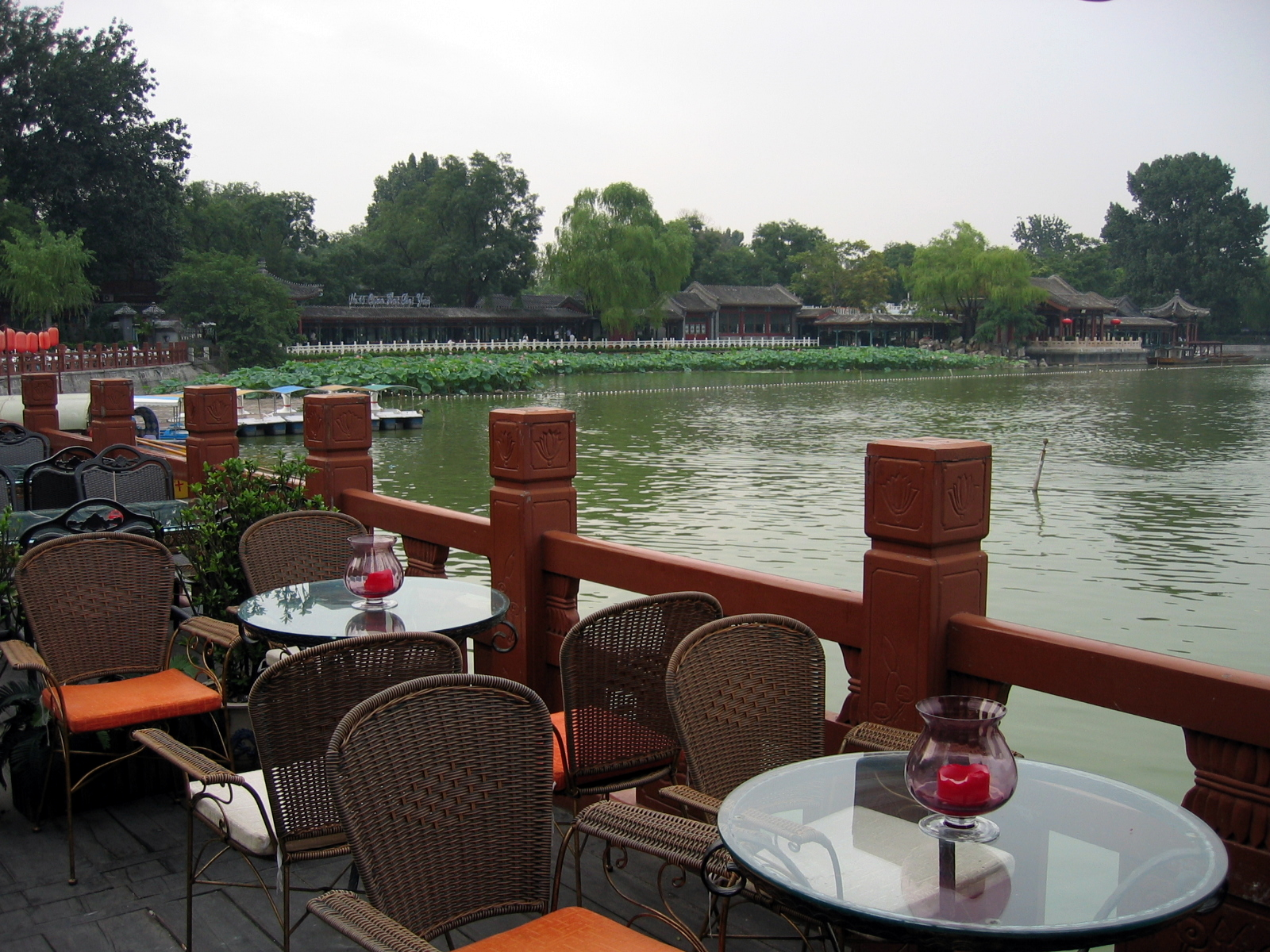
Shichahai
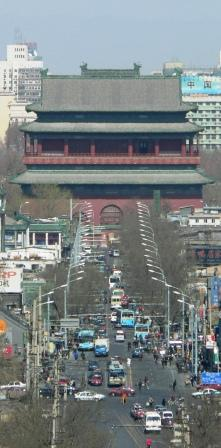
Torre del Tamburo di Pechino
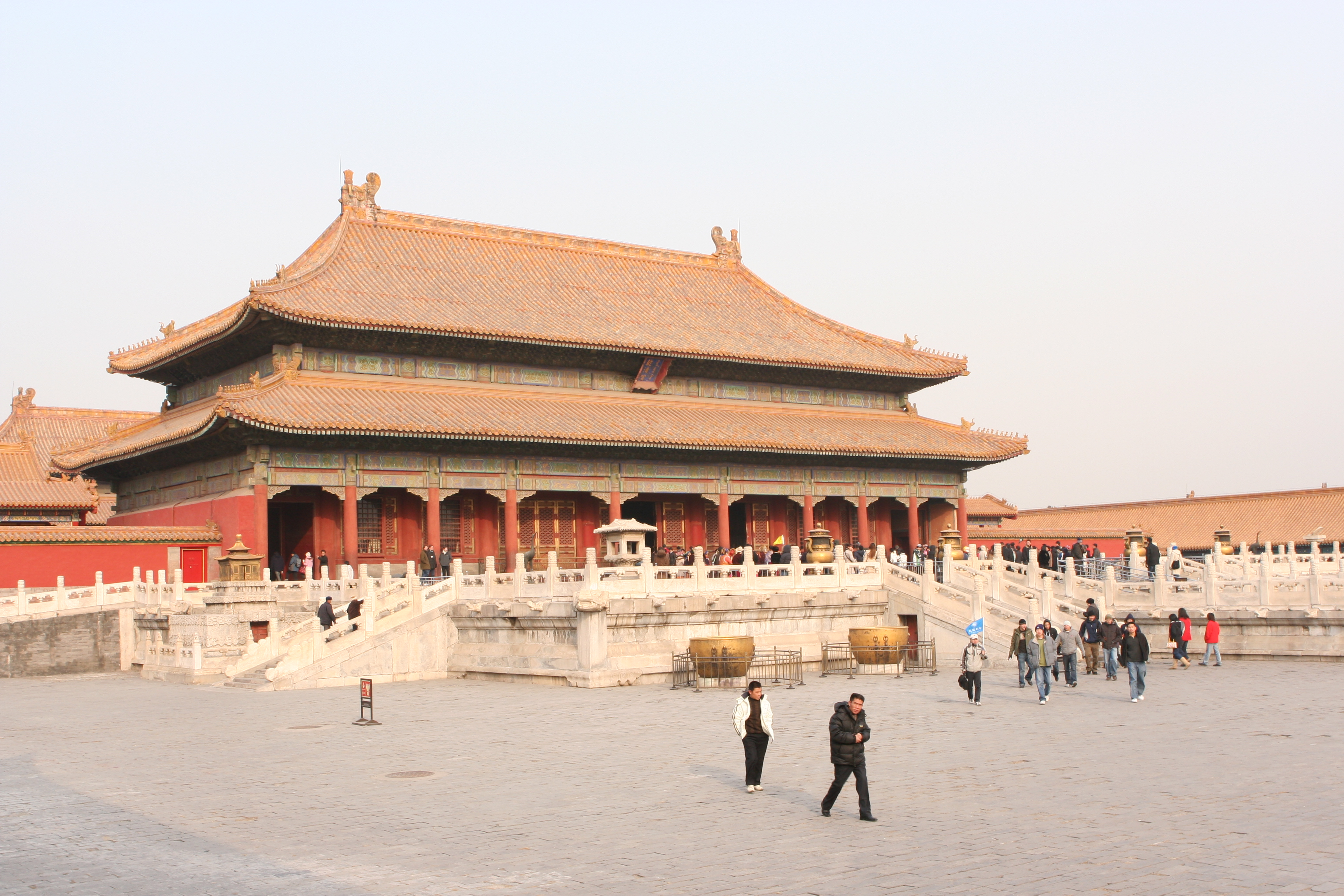
La Città Proibita